# Sherbet (アイドルグループ)
sherbet（シャーベット）は、日本の女性アイドルグループ。芸能事務所リップがプロデュースを行っている。レコード会社は㈱ドリームキャストが運営するUNISON RECORDS。プロデューサーは高橋是彦。
メンバーがグラビアアイドルで構成されている点が特徴。発足時はアイドルユニットとして活動をはじめ、現在は、DJ、VJ、MCなどを行い、クラブシーンを盛り上げる「club sherbet」がメインとなっている。
YouTubeチャンネル「シャベチャン」は、50万人以上の登録者がいる他、SNS（Instagram・X（旧Twitter））等でも多くのフォロワーを獲得している。

## 略歴
2015年8月9日に新木場スタジオコーストにて開催された「アイドル甲子園FESTIVAL2015」にてオリジナル曲「恋人岬」「フライングサマー」と共に初お披露目。結成時のメンバーは犬童美乃梨、橋本梨菜、青山ひかる、佐藤ゆうき、水口愛琉、奈良岡美夢、椿ゆみか、橘莉彩の8名。10月30日に放送開始された音楽バラエティー番組「ミュージック☆エクスプレス」にてsherbetの楽曲「南十字星」がエンディングテーマとして採用。11月25日品川Jスクエアでの新メンバー＆新曲発表ライブにて三神美優、藤北れな、星優姫の3名を加えた新体制を初お披露目。12月12日に1stシングル「sherbet」を発売。
2016年1月20日にJOYSOUNDにて「シャーベット」が配信されることが発表。また同日発売のJOYSOUNDのコンピレーションCD「アイドルライブラリー」に「シャーベット」が収録された事が発表された。2月13日に品川Jスクエアで開催の品川アイドル祭りにて新メンバーとして有村瞳、鈴木れもん、中島瑠美の3名を加えた11名体制となるが、鈴木が音信不通となったため結局10人体制に。2月27日、28日に初の名古屋遠征。3月26日、27日には初の大阪遠征を行う。2月29日よりネット生放送サイトマシェバラにて隔週月曜日に有料番組の配信開始。現地にて観覧も可能。2016年9月10日に品川Jスクエアで初のワンマンライブを開催。チケット販売ベースで400枚以上になる大入りとなる。11月16日2ndシングル「ハレルヤ!!!!!!!!」を発売。西武新宿駅前ユニカビジョン及び渋谷ハチ公口109フォーラムビジョン、有楽町マリオンビジョン、秋葉原LaOXアキバビジョンにて街頭CMが放映される。
2017年2月18日に佐藤ゆうき、三神、4月に藤北、中島、11月に水口がそれぞれ卒業。
2018年1月に上村みやび、佐藤望美、宮瀬葵菜（現・宮瀬なこ）の3名が加入。6月に上村、10月に星、宮瀬がそれぞれ脱退。
2019年に公式YouTubeチャンネル『シャベチャン』を開設。同年8月に河路由希子、清瀬汐希が加入。
2020年12月に有村、佐藤望美が卒業。
2021年2月20日、河路、清瀬の2人によって結成された派生ユニット「Can-on!（カノン）」が始動。
2021年6月、姉妹グループ「sherbetNEO」が始動（2023年1月9日活動終了）。同年7月、BOAT RACE 尼崎「GⅡ尼崎モーターボート大賞」イメージキャラクターに就任。同年8月9日のグループ結成6周年記念日に、同年9月18日の全国ツアー最終日を以ってアイドルユニットとしての活動を休止することを公式Twitterで発表。
2021年10月13日、犬童が卒業することを発表、同年11月13日に行われたsherbet初の公式写真集「sherbet official photobook」発売記念イベントを以って卒業した。なお犬童卒業以降の犬童の後任のリーダーについては2025年現在明言されていない。
2022年4月28日、清瀬が同年5月28日を以って卒業することを発表し（「Can-on!」も同日を以って解散することを同年4月26日に発表）、清瀬卒業後は橋本、青山、河路の3名にて活動を継続。
2022年10月21日～23日、『THAI-JAPAN ICONIC MUSIC FEST 2022＠タイ・バンコク』に出演。以降はアジアでのライブパフォーマンスを積極的に行っており、2023年2月3日～5日、『JAPAN EXPO＠タイ・バンコク』に出演。
2023年3月4日に国立代々木競技場・第一体育館にて『第36回マイナビ　東京ガールズコレクション 2023 SPRING/SUMMER』のオープニングアクトにバックダンサーを入れたパフォーマンスにて出演。
2024年1月、12月に開催されたTSE（台灣寫真博覽會）、8月9日から8月11日にかけて台北南港展示センター ホール2（TaiNEX 2）で行われたアジア最大のアダルトの祭典、TRE（台北国際成人展）にメンバー3人で初参加。中国語でのライブなども行ったこともあり、YouTubeチャンネル「シャベチャン」において台湾からのフォローが大幅に増加し、同年12月時点で直近1カ月の視聴率データでも台湾ユーザーが全体の5％となった。
2025年6月、豊洲PIT「TREND GIRLS FESTIVAL」内で結成10周年記念ライブを開催。メンバー3人ともグラビアアイドルということで撮影可能なライブとなった。

## メンバー
現旧メンバーの加入年月日、卒業・脱退日及び旧メンバーのメンバーカラー・備考を除き、sherbet公式サイトのプロフィールをもとに記述。

### メンバー
| 名前                            | 生年月日              | 血液型 | 出身地 | 加入年月日   | メンバーカラー     | 備考         |
| ------------------------------- | --------------------- | ------ | ------ | ------------ | ------------------ | ------------ |
| 橋本 梨菜 （はしもと りな）     | 1993年9月13日（31歳） | A型    | 大阪府 | 2015年8月9日 | イエロー           | 初期メンバー |
| 青山 ひかる （あおやま ひかる） | 1993年6月13日（32歳） | A型    | 長崎県 | 2015年8月9日 | ブルー             | 初期メンバー |
| 河路 由希子 （かわじ ゆきこ）   | 1996年12月7日（28歳） | O型    | 岐阜県 | 2019年8月8日 | フレッシュグリーン |              |

### 旧メンバー
| 名前                            | 生年月日               | 血液型 | 出身地   | 加入年月日     | 卒業・脱退日   | メンバーカラー     | 備考                                        |
| ------------------------------- | ---------------------- | ------ | -------- | -------------- | -------------- | ------------------ | ------------------------------------------- |
| 犬童 美乃梨 （いぬどう みのり） | 1994年5月6日（31歳）   | B型    | 愛知県   | 2015年8月9日   | 2021年11月13日 | ホワイト           | 初期メンバー 元リーダー                     |
| 佐藤 ゆうき （さとう ゆうき）   | 1998年10月11日（26歳） | B型    | 東京都   | 2015年8月9日   | 2017年2月18日  | オレンジ           | 初期メンバー                                |
| 水口 愛琉 （みずぐち あいる）   | 2000年8月10日（24歳）  | A型    | 東京都   | 2015年8月9日   | 2017年11月28日 | 緑                 | 初期メンバー                                |
| 奈良岡 美夢 （ならおか みゆう） | 1999年4月8日（26歳）   | O型    | 青森県   | 2015年8月9日   | 2015年9月16日  | 赤                 | 初期メンバー                                |
| 椿 ゆみか （つばき ゆみか）     | 1998年3月13日（27歳）  | 不明   | 東京都   | 2015年8月9日   | 2015年9月16日  | 紫                 | 初期メンバー                                |
| 橘 莉彩 （たちばな りさ）       | 1997年4月27日（28歳）  | 不明   | 東京都   | 2015年8月9日   | 2015年9月16日  | 桃                 | 初期メンバー                                |
| 三神 美優 （みかみ みゆう）     | 1997年12月24日（27歳） | B型    | 埼玉県   | 2015年11月25日 | 2017年2月18日  | 桃                 |                                             |
| 藤北 れな （ふじきた れな）     | 1995年6月6日（30歳）   | A型    | 東京都   | 2015年11月25日 | 2017年4月6日   | 紫                 | 元DISDOL 後に誉あうとしてカンシャクノヒナへ |
| 星 優姫 （ほし ゆうき）         | 1994年6月4日（31歳）   | A型    | 大阪府   | 2015年11月25日 | 2018年10月23日 | 赤                 | ミス東スポ2015グランプリ。                  |
| 有村 瞳 （ありむら ひとみ）     | 1993年4月15日（32歳）  | O型    | 埼玉県   | 2016年2月13日  | 2020年12月27日 | ベビーピンク       |                                             |
| 鈴木 れもん （すずき れもん）   | 199?年3月20日          | 不明   | 不明     | 2016年2月13日  | 2016年2月13日  | エメラルドグリーン | お披露目当日に出演したのみで脱退。          |
| 中島 瑠美 （なかじま るみ）     | 1994年2月26日（31歳）  | A型    | 不明     | 2016年2月13日  | 2017年4月6日   | スカイブルー       |                                             |
| 上村 みやび （うえむら みやび） | 1997年3月9日（28歳）   | AB型   | 石川県   | 2018年1月31日  | 2018年6月16日  | ライトグリーン     |                                             |
| 佐藤 望美 （さとう のぞみ）     | 1995年11月9日（29歳）  | A型    | 岩手県   | 2018年1月31日  | 2020年12月27日 | 紫                 |                                             |
| 宮瀬 葵菜 （みやせ あいな）     | 1997年3月11日（28歳）  | O型    | 愛知県   | 2018年1月31日  | 2018年10月23日 | オレンジ           | 現・宮瀬なこ                                |
| 清瀬 汐希 （きよせ ゆうき）     | 1997年2月25日（28歳）  | O型    | 神奈川県 | 2019年8月8日   | 2022年5月28日  | レッド             |                                             |

## ディスコグラフィ

### シングル
- シャーベット（2015年12月12日）
- ハレルヤ!!!!!!!!（2016年11月16日）
- フラクタルと僕（2018年5月16日）
- ENDLESS SUMMER（2019年2月26日）
- Attention Please（2019年7月24日）
- Brand New World（2019年10月9日）
- OVER DRIVE（2020年6月24日）

### アルバム
- BEST OF THE BEST ～2015.08-2019.7～（2019年7月24日）
- BEST OF THE BEST ～Shichinin no Samurai～（2019年10月9日）
- Crystal Memories（2021年8月10日）